# RG-33
RG-33 — панцирна повнопривідна машина з протимінним захистом була розроблена на основі панцирника RG-31 Nyala компанії BAE Systems Land Systems South Africa — південноафриканського філіалу BAE Systems. У США на машину встановили додатковий захист, нову ходову систему, мотор. Модернізована машина із захистом від мін і засідок (MRAP) була прийнята армією США і узяла участь у бойових діях в Іраку.

## Історія
Після модернізації вага RG-33 збільшилась приблизно вдвічі від RG-31. Машина випускається у двох модифікаціях: чотирьохколісній RG-33 вагою 22 т і шестиколісній RG-33L вагою 26-37 т. Випробування на Абердинському полігоні показали, що RG-33 є однією з найживучіших машин з системою MRAP. Першу угоду про постачання для тестування корпусу морської піхоти США 2×RG33 і 2×RG-33L підписали у січні 2007 року. Загалом до березня 2009 виготовили 2446 RG-33 різних модифікацій. Наступником RG-33 має стати RG-35.

### Модифікації
За RG33 виготовляється згідно зі стандартом STANAG 4569 у модифікації І рівня захисту (4×4) і ІІ рівня (6×6).
RG-33 (4×4)
- RG-33 — бронетранспортер
- RG-33 (Surveilance) — розвідувальна машина
- RG-33 SOCOM — бронетранспортер для сил спеціальних операцій (англ. Special Operations Command (SOCOM))

RG-33L (6×6)
- RG-33L MRAP-1/MRAP-2 — бронетранспортер
- RG-33L HAGA — важка панцирна амбулаторія
- RG-33L MMPV — машина інженерної розвідки
- RG-33L MRRMV — панцирна ремонтно-евакуаційна машина

### Конструкція

RG-33 з протимінним спорядженням в Афганістані. 2014

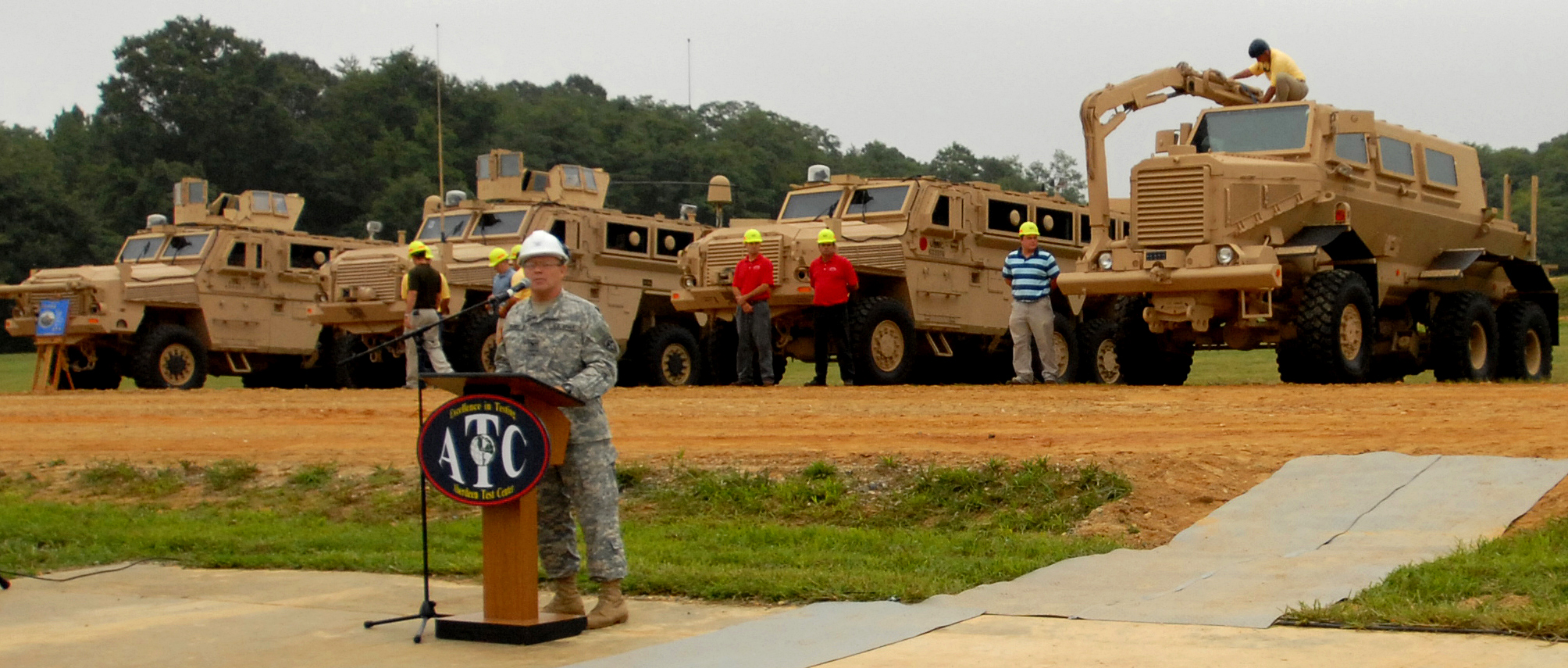
RG-33L з маніпулятором

Екіпаж розміщується у корпусі-монококу з V-подібним днищем і можливістю встановлення додаткового модульного захисту, додатковою спостережною вежею з куленепробивним склом на даху. На турелі з дистанційним керуванням можна встановити 12,7-мм кулемет М2, 7,62-мм кулемет M240, 40-мм автоматичним гранатомет М19.
Монокок не захищає моторне відділення, яке має свій захист з кріпленням болтами. Може обладнуватись маніпулятором як у Buffalo MPV.